# Milieu Ogawa Kudoh
Le milieu Ogawa Kudoh (ou milieu Ogawa modifié) est un milieu de culture faiblement sélectif employé en microbiologie pour la culture des Mycobactéries et plus particulièrement du pathogène Mycobacterium tuberculosis. Il a été mis au point en 1974 par S. et T. Kudoh sur la base du milieu Ogawa.
Comme le milieu Ogawa et contrairement à d'autres milieux semblables, son coût est réduit par l'absence d'asparagine. Sa composition est ajustée pour préserver la viabilité des Mycobactéries de l'inoculum au cours de leur transport jusqu'au laboratoire central où aura lieu la culture. Il fait partie des milieux recommandés par l'OMS pour le diagnostic microbiologique de la tuberculose.

## Principe
La base nutritive est très proche de celle du milieu Ogawa avec une quantité identique d'œufs entiers mélangés mais la proportion de glycérol est réduite aux deux tiers et celle de glutamate de sodium est divisée par deux. Seul ingrédient supplémentaire, le citrate de magnésium est un nutriment destiné à améliorer la viabilité des Mycobactéries.
Le vert malachite, inhibiteur bactérien à large spectre, est en quantité réduite aux deux tiers par rapport au milieu Ogawa.
La quantité de dihydrogénophosphate de potassium (KH2PO4) est intermédiaire entre celle du milieu Ogawa original et celle de sa variante tamponnée. Le pH final légèrement acide sert à neutraliser les résidus d'hydroxyde de sodium introduits dans le milieu au cours de la procédure de décontamination rapide et énergique de Kudoh. Comme elle ne nécessite pas de centrifugeuse cette technique et ce milieu sont utilisables dans des situations où les ressources sont limitées, notamment dans les laboratoires périphériques parfois peu équipés des PED.

## Composition
Pour 300 mL de milieu, :
- œufs entiers homogénéisés : 200 mL
- eau distillée : 100 mL
- glycérol : 4 mL
- dihydrogénophosphate de potassium : 2 g
- glutamate de sodium : 500 mg
- citrate de magnésium : 100 mg
- vert malachite : 80 mg (soit 4 mL d'une solution aqueuse à 2% m/v).

Le pH attendu est de 6,4 (avant coagulation).

## Préparation
Elle est identique à celle du milieu Ogawa. Les ingrédients thermostables sont dissous à chaud dans l'eau distillée et le mélange est stérilisé à l'autoclave (30 minutes à 121°C), puis la solution refroidie est combinée aseptiquement aux oeufs homogénéisés et à la solution de vert malachite.
Le milieu est réparti en contenants stériles et coagulé pendant 45 – 60 minutes à 85°C. Les contrôles de stérilité sont également de rigueur. Le stockage se fait au réfrigérateur (2 – 6°C) pour une durée maximale de quelques semaines.